# Бентонит
Бентони́т (англ. Bentonite) — природный глинистый минерал, гидроалюмосиликат, обладает свойством разбухать при гидратации (в 14—16 раз). В ограниченном пространстве при свободном разбухании в присутствии воды образуется плотный гель, препятствующий дальнейшему проникновению влаги. Это свойство, а также нетоксичность, химическая стойкость и его смазывающие свойства делает его незаменимым в промышленном производстве, строительстве и многих других сферах применения.
Название бентонитовые глины носят благодаря одному из первых открытых месторождений бентоновых сланцев мелового периода около форта Бентон, расположенного в штате Монтана на западе США.

## Характеристика
Природные залегающие бентониты обычно имеют рН 6—9,5 (для 5 % водной суспензии после её отстаивания в течение 1 часа) и содержат менее 2 % карбоната натрия; общее содержание взаимозаменяемых натрия и кальция не превышает 80 мэ/100 г. Существуют два типа бентонитов:
- кальциевый, с низкой степенью набухания;
- натриевый, с высокой степенью набухания (скорость вспучивания менее 7 мл/г или более 12 мл/г).

К группе бентонитов относят тонкодисперсные глины, которые состоят не менее чем на 70 % из минералов относящихся к группе смектитов (бейделлита, монтмориллонита, нонтронита, гекторита и сапонита). Минералы этой группы обладают высокой термической устойчивостью, связующей способностью, а также каталитической и адсорбционной активностью. Также в качестве примесей в бентонитах присутствует кальцит, цеолиты, кварц, кристобалит, гидрослюда, каолинит, полевой шпат, Палыгорскит, галлуазит и прочие.
Некоторые природные залегающие бентониты могут иметь характеристики, отличающиеся от этих значений; там, где это имеет место, обычно считается, что бентонит является активированным.

## Применение
В пищевой промышленности зарегистрирован в качестве пищевой добавки E558, препятствующей слёживанию и комкованию.
Бентонит применяется для приготовления бурового раствора. Применяется в литейном деле, при переработке нефтепродуктов и железных руд, в производстве керамики, для осветления растворов.
Бентонит является биологически активным веществом, добавление его в корм и с удобрениями в почву повышает продуктивность животных и урожайность с/х культур.
Бентонит используется в гидростроительстве для борьбы с фильтрацией, им экранируют каналы. В СССР разрабатывалось более десятка крупных месторождений бентонитовых глин: Черкасская область, Кавказ, Казахстан.
Изучение и освоение месторождений отечественного бентонита началось с крымского кила. Долгое время кил служил эталоном для сравнения с глинами других регионов СССР.
Основным компонентом бентонита является монтмориллонит, который после модификации используется в нефтегазовой, пищевой, косметической, фармакологической и строительной промышленностях.
Бентонит также применяется для декорирования различного вида террариумов, палюдариумов, аквариумов и иных приспособлений для содержания земноводных и других представителей водных стихий в домашних условиях.

### Применение в виноделии
В виноделии бентонит используют для ускорения осветления сусла, виноматериалов и стабилизации вин против белковых помутнений. Основной компонент бентонита (60—70 %) — монтмориллонит Al2[Si4O10](ОH)2·nH2О, который представляет собой листовой силикат с расширяющейся структурной ячейкой; обладает высокой набухаемостью и способен давать гелеобразную суспензию.
Бентонит добавляют в виноматериал в виде 20 % водной суспензии из расчета 1—4 г/л. Дозу определяют путём проведения пробной оклейки. Обычно производственную обработку Б. совмещают с деметаллизацией, оклейкой желатином или поливинилпирролидоном. Для ускорения образования осадка добавляют полиакриламид или полиоксиэтилен. При осветлении сусла бентонит повышает скорость оседания мутящих частиц, адсорбирует окислительные ферменты, удаляет микроорганизмы, снижает количество белка и др. веществ.
Осветление достигается путём совместного действия процессов флокуляции и адсорбции бентонитом мутящих частиц виноматериала, стабильность — вследствие адсорбции белка, конденсированных фенольных веществ, полисахаридов и др. соединений, которые при длительном хранении способны вступать в реакцию между собой и с другими компонентами вина или выпадать в осадок.
Бентонит также добавляют в тиражную смесь для улучшения условий ремюажа в производстве шампанского.

### Применение в качестве гигиенических наполнителей
Бентонитовая глина создает легкокомкующийся наполнитель для домашних животных, в качестве наполнителя для лотков.
Бентонит является идеальной основой для комкования кошачьих туалетов из-за его способности поглощать влагу и жидкость (мочу). При контакте с жидкостями бентонит поглощает в 3,5 раза больше собственного веса, в результате чего наполнитель для кошачьих туалетов образует комки, которые можно легко собрать; при этом демонстрирует рациональное расходование материала.

### Применение бентонита в ГНБ (горизонтальном направленном бурении)
В зависимости от типа породы и глубины скважины, используются различные типы бентонитовых растворов:
• Водные бентонитовые растворы: Это наиболее распространенный тип раствора, используемый в ГНБ. Он обеспечивает достаточную вязкость и стабилизацию стен скважины в большинстве грунтов.
• Полимерные бентонитовые растворы: Добавление полимеров в бентонитовый раствор увеличивает его вязкость и снижает потери воды. Это особенно важно при бурении в рыхлых песчаных грунтах.
• Бентонитовые растворы с добавлением ингибиторов: Ингибиторы предотвращают разрушение стен скважины, стабилизируют стенки скважины.

## Месторождения
Самые крупные месторождения бентонита расположены в США (Блек-Гилс, Сандерс-Дефайанс), Канаде, Великобритании, России (Зырянское месторождение, Курганская область; месторождение бентонита «10-й Хутор» в Усть-Абаканском районе Республики Хакасия в районе города Черногорска), Азербайджане, Армении, Украине (Черкасское месторождение бентонитовых глин). Крупнейшими производителями и главными экспортерами бентонита являются Россия, США, Греция, Азербайджан, Япония, Италия, Аргентина, Испания, Турция.
- Добыча бентонита в карьере
- Погрузка бентонита в вагоны для транспортировки
- Открытый склад бентонита